# 이스트 린 (영화)
《이스트 린》(East Lynne)은 1861년 소설 이스트 린(East Lynne)에 기반을 둔 미국에서 제작된 프랭크 로이드 감독의 1931년 프리코드 영화이다. 클리브 브룩 등이 주연으로 출연하였다.
1931년 아카데미 작품상 후보에 지명되었다.

## 출연

### 주연
- 클리브 브룩

### 조연
- 콘라드 나이젤
- 베릴 머서
- O.P. 헤기
- 데이비드 토렌스
- Eric Mayne

## 기타
- 원작자: Mrs. Henry Wood
- 미술: Joseph Urban
- 의상: Sophie Wachner